# Président de la république de Biélorussie
Le président de la république de Biélorussie est le chef de l’État biélorusse, dont les compétences politiques et institutionnelles sont régies par la section IV, chapitre III de la Constitution de la Biélorussie.
En vertu de l'article 79 de la Constitution, le président est le garant de la Constitution et des droits et libertés des « hommes et citoyens » de Biélorussie. Il personnifie la nation et met en œuvre les lignes directrices des politiques intérieurs et étrangères.

## Élection
Le président de la république de Biélorussie est élu scrutin uninominal majoritaire à deux tours pour un mandat de cinq ans, renouvelable une seule fois. Est élu le candidat qui recueille la majorité absolue des suffrages exprimés au premier tour. À défaut, un second tour est organisé dans les deux semaines entre les deux candidats arrivés en tête, et celui recueillant le plus de suffrages est déclaré élu. L'élection n'est cependant considérée valide que si plus de 50 % des électeurs inscrits sur les listes électorales participent au scrutin.
La révision de la Constitution approuvée par référendum en février 2022 a rétabli la limite à un maximum de deux mandats présidentiels, mais cette dernière ne prend pas en compte les mandats passés ou en cours. Alors en poste, Alexandre Loukachenko est donc rééligible pour deux mandats supplémentaires, et se porte candidat à l'élection présidentielle de 2025,.

## Historique
La fonction de président de la République existe depuis le 20 juillet 1994. Auparavant, la république de Biélorussie était dirigée par le président du Soviet suprême.

## Élection présidentielle

### Indépendance de la fonction
Selon l'article 86 de la Constitution, le président ne peut exercer d'autres activités ou recevoir de rémunération autre que son salaire à l'exception des royalties qu'il peut percevoir pour des travaux scientifiques, artistiques ou littéraires.
De plus, selon ce même article, le président doit suspendre sa participation aux partis politiques ou aux associations publiques poursuivant un but politique.

### Conditions d'une candidature
Pour être candidat à la fonction présidentielle, une personne doit être citoyen biélorusse de naissance, avoir plus de 35 ans, et avoir vécu au moins dix ans en Biélorussie avant sa candidature.
De plus, afin de pouvoir se présenter, un candidat doit recueillir la signature de 100 000 électeurs.

### Processus électoral
En vertu de l’article 81 alinéa 2 de la Constitution, les élections sont convoquées par la Chambre des représentants au moins cinq mois avant la fin du mandat du président de la République en exercice. Selon ce même article, les élections doivent se dérouler au moins deux mois avant la fin de son mandat.
Pour être valide, l'élection présidentielle doit réunir un nombre de votants supérieur à la moitié du corps électoral biélorusse.
Le président de la République est élu lorsqu'il obtient plus de la moitié des voix. Si aucun candidat n'obtient la majorité des voix au premier tour, un second tour est organisé dans les deux semaines entre les deux candidats ayant obtenu le plus de voix. Le candidat obtenant le plus de voix est alors élu.

### Prestation de serment
Le président de la République prend ses fonctions après la prestation de serment. Le serment suivant doit être prononcé :

« Вступая в должность Президента Республики Беларусь, торжественно клянусь верно служить народу Республики Беларусь, уважать и охранять права и свободы человека и
гражданина, соблюдать и защищать Конституцию Республики Беларусь, свято и добросовестно исполнять возложенные на меня высокие обязанности »

— Article 83 de la Constitution

« En assumant la fonction de président de la république de Biélorussie, je jure solennellement de servir le peuple de la république du Bélarus, de sauvegarder les droits et libertés de l'homme et du citoyen, de me conformer à et de protéger la Constitution de la république de Biélorussie, et de m'acquitter strictement et consciencieusement des nobles devoirs qui m'ont été donnés. »

— Article 83 de la Constitution
Ce serment doit être prêté dans une cérémonie à laquelle assiste : les membres de la Chambre des représentants, les membres du Conseil de la République, les juges des cours constitutionnelle, suprême et économique. La prestation doit se dérouler dans les deux mois suivant l'élection du président. La prestation de serment constitue la passation de pouvoir de l'ancien président de la République au nouveau.

## Compétences du président
En vertu de l'article 84 de la Constitution, les compétences du président de la République sont les suivantes :
- il convoque les référendums,
- il convoque les élections à la Chambre des représentants, au Conseil de la République, et les élections locales,
- il peut dissoudre, conformément à la Constitution, les chambres du Parlement,
- il désigne six membres de la Commission centrale de Biélorussie lors des élections ou référendums nationaux,
- il forme, dissout, réorganise l'administration du Président de la république et de l’État,
- il désigne, avec le consentement de la Chambre des représentants, le Premier ministre de Biélorussie,
- il détermine la structure du gouvernement, nomme le vice-Premier ministre, les ministres et les autres membres du gouvernement,
- il désigne, avec le consentement du Conseil de la République, les présidents des cours constitutionnelle, suprême et économique,
- il désigne six membres de la Cour constitutionnelle et des autres cours,
- il démet de leurs fonctions les juges sus-mentionnés,
- il désigne et révoque le président du Comité de surveillance d'État,
- il délivre le message sur l'État de la Nation,
- il délivre un message annuel, ou lorsque jugé nécessaire au Parlement. Ceux-ci ne sont pas soumis à débat. Il peut siéger au Parlement.
- il peut présider les réunions du gouvernement de Biélorussie,
- il peut octroyer ou retirer la citoyenneté biélorusse,
- il peut établir des jours fériés et congés,
- il peut octroyer le pardon présidentiel,
- il peut conduire les négociations internationales et signer les traités,
- il peut nommer ou révoquer les accréditations diplomatiques,
- il reçoit les lettres d'accréditations diplomatiques,
- il déclare l'état d'urgence,
- il promulgue les lois,
- il peut abroger un acte du gouvernement,
- il peut former et présider le Conseil de sécurité de Biélorussie,
- il est le commandant en chef des forces armées,
- il peut, en cas d'attaque ou menace d'attaque sur la Biélorussie, décréter la loi martiale
- il peut exercer les autres pouvoirs qui lui sont attribués par la Constitution ou la loi.

## Statut
En vertu de l’article 79 de la Constitution, le président bénéficie de l’immunité.

## Succession
Le président de la République peut être démis de ses fonctions s'il est, de manière persistante, dans l'incapacité d'exercer ses fonctions pour des raisons de santé. La résolution concernant son renvoi doit être voté par les deux tiers des membres de chacune des chambres du Parlement biélorusse.
Le président de la République peut être démis de ses fonctions en cas de trahison ou de crimes graves. La décision de prendre un acte d'accusation contre le président doit être supportée par la majorité des députés. Le Conseil de la République est chargé de mener l'enquête. À la suite de celle-ci, la décision de renvoi doit être adoptée par les deux tiers des membres de chacune des chambres du Parlement biélorusse.
En cas de vacance de la présidence, des élections doivent se tenir au plus tôt dans les 30 jours et au plus tard dans les 70 jours à compter du début de la vacance. En vertu de l'article 89 de la Constitution, les fonctions de président de la République sont exercées par le Premier ministre lors de la vacance.
En vertu de l'article 87, le président de la République peut présenter sa démission.

## Sources

## Compléments